# Çavuşçu Gölü
Der Çavuşçu Gölü oder Ilgın Gölü (Çavuşçu-See, Ilgın-See) ist ein Süßwassersee im Landkreis (türkisch: ilçe) Ilgın der der türkischen Provinz Konya. Der See wurde 1992 zum besonders schützenswerten geschichtlichen und kulturellem Gut erklärt (türkisch: Arkeolojik sit).

## Geographie
Da der See starker Verdunstung ausgesetzt ist, schwankt seine Oberfläche. Die durchschnittliche Größe wird vom türkischen Statistikamt mit einer Fläche von 9 km²
angegeben, die maximale Oberfläche beträgt 27 km². Andere Quellen geben als Seegröße nur 3,1 km² an. Bevor der See hydrologisch genutzt wurde, war die durchschnittliche Oberfläche 5 km².
Der See ist tektonischen Ursprungs. Seine Zuflüsse sind die Bäche Doğanhisar çayi, Çığıl deresi, Bulcuk çayı, Çebişli çayı und Deliköyboğazı deresi. Er ist von einem Sumpfgebiet umgeben.
Die Angaben über die Höhe über dem Meeresspiegel sind ebenfalls unklar: sie schwanken von einer Höhe von 1019 m, 1026 m, 1109 m. Die Seetiefe beträgt 2 bis 10 Meter.
In den kalten Jahreszeiten ist der See zugefroren.
Im Westen liegt die Heißwasserquelle Açık Ilıca (deutsch: das offene Heilbad). Den im Südosten befindlichen Kaltwasserbrunnen Yorazlar çeşmesi schätzen die Einheimischen als eine heilende Quelle.

## Flora
Die Vegetation rund um den See besteht aus mehreren vor allem kleinwachsenden Schilfsorten aus der Gattung der Phragmites, wobei das Schilfrohr (Phragmites australis) am häufigsten vorkommt.
In den Jahren 1960–1977 wurde das Gebiet um den See teilweise mit Bäumen bepflanzt, aber nicht sehr erfolgreich. 2001 wurden am Ostufer weitere Bäume gepflanzt.

## Fauna
Der See ist als wichtiger Rast- und Nistplatz für Vögel bekannt. Außerdem enthält er endemische Fischarten.

### Vögel
Es findet sich eine große Population von Fluss-Seeschwalben (Sterna hirundo) am See, daneben wurden unter anderem Weißbart-Seeschwalben (Chlidonias hybrida), Mariskenrohrsänger (Acrocephalus melanopogon), Trauerseeschwalben (Chlidonias niger), Weißstörche (Ciconia ciconia), Kolbenenten (Netta rufina) und Graugänse (Anser anser) gesichtet. Vor allem im Winter findet man viele Vögel. So wurden im Winter 1969 100.121 Wasservögel gezählt.

### Fische und Krebse
Der „berühmteste“ Fisch im Çavuşçu Gölü ist Cobitis turcica, der nur hier und in einigen Seen der näheren Umgebung vorkommt. Er gehört zur Familie der Steinbeißer (Cobitidae) und ist akut vom Aussterben bedroht. Zwei weitere endemische Fischarten sind Pseudophoxinus anatolicus aus der Familie der Weißfische sowie der Mittelmeerkärpfling Aphanius villwocki, die ebenfalls vom Aussterben bedroht sind. Am häufigsten anzutreffen ist der Karpfen (Cyprinus carpio), der im See gezüchtet wird, genauso wie der Galizische Sumpfkrebs (Astacus leptodactylus).

## Umweltschäden
Der einst natürliche See wurde 1960 durch die staatliche Wasserbehörde DSI in einen Stausee verwandelt. Der ursprüngliche Abfluss des Sees zum Sarkaya wurde abgeschnitten und stattdessen ein kanalartiger Auslauf am Südostufer geschaffen. Der Zufluss der Bäche wurde durch die Anlage von Bewässerungsanlagen stark reduziert. Mehrere tausend Hektar der Feuchtgebiete rund um den See wurden trockengelegt und der landwirtschaftlichen Nutzung zugeführt. Dadurch geriet der Wasserhaushalt des Sees aus dem Gleichgewicht und er schrumpfte. Die Sümpfe im Norduferbereich, Kurugöl genannt, trockneten aus und wurden in landwirtschaftliche Nutzfläche umgewandelt. Wegen der Entnahmen von zu viel Wasser für die Bewässerung der umliegenden Felder drohte der See mehrmals auszutrocknen. Seit den letzten Jahren wird versucht, den Wasserspiegel des Sees konstant zu halten.

## Wirtschaftliche Bedeutung
In erster Linie dient der See der Bewässerung der umliegenden Felder. Heute werden insgesamt 22.000 km² Land mit dem Wasser des Çavuşçu-Sees in der Ilgın Ovasi und Atşa Ovasi bewässert. Angebaut wird vor allem Getreide.
Bedeutend ist auch die Fischwirtschaft. So werden Karpfen (Cyprinus carpio) und der Galizische Sumpfkrebs (Astacus leptodactylus) im Se gezüchtet. 1987 wurden 50 Tonnen Karpfen und 80 Tonnen Krebse gefangen. Aktuelle Zahlen liegen leider nicht vor.
Touristisch spielt der Çavuşçu Gölü keine Rolle. Es gibt am Südufer das beliebte Naherholungsgebiet Şarampol Tepe, eine 25 m bis 75 m hohe Erhebung, die vor allem von den Bewohnern von Ilgın genutzt wird.
1995 wurden Machbarkeitsstudien für die Errichtung eines Wärmekraftwerks nördlich des ehemaligen Kurugöls bei Çavuşçugöl durchgeführt. Ein Bau erfolgte bislang nicht.